# Loma Linda, Veracruz
Loma Linda är en ort i Mexiko.   Den ligger i kommunen Atlahuilco och delstaten Veracruz, i den sydöstra delen av landet, 220 km öster om huvudstaden Mexico City. Loma Linda ligger 2 209 meter över havet och antalet invånare är 110.
Terrängen runt Loma Linda är kuperad åt sydost, men åt nordväst är den bergig. Runt Loma Linda är det ganska tätbefolkat, med 93 invånare per kvadratkilometer. Närmaste större samhälle är Orizaba, 14,3 km norr om Loma Linda. I omgivningarna runt Loma Linda växer i huvudsak blandskog.